# Dolînske, Melitopol
Dolînske (în ucraineană Долинське) este localitatea de reședință a comunei Dolînske din raionul Melitopol, regiunea Zaporijjea, Ucraina.

## Demografie
Componența lingvistică a localității Dolînske
     Rusă (86,48%)
     Ucraineană (11,35%)
     Alte limbi (2,17%)
Conform recensământului din 2001, majoritatea populației localității Dolînske era vorbitoare de rusă (86,48%), existând în minoritate și vorbitori de ucraineană (11,35%).